# نادي بريشتينا
نادي بريشتينا لكرة القدم (بالألبانية: Klubi Futbollistik Prishtina)‏، هو فريق كرة قدم مُحترف مقره في بريشتينا عاصمة كوسوفو. يُمارس النادي في دوري الدرجة الأولى لكرة القدم، وهو المُستوى الأعلى لدوريات كرة القدم في كوسوفو.